# Henney Kilowatt
El Dauphine Henney Kilowatt és el primer automòbil elèctric regulat per transistors ; va ser comercialitzat el 1959, i es van produir 47 unitats, venudes entre 1959 i 1962. Incorporat a la carrosseria del Renault Dauphine, l'Henney Kilowatt va ser el precursor dels moderns automòbils de bateria com el General Motors EV1 ; i de la mateixa manera, la tecnologia utilitzada a la interlocutòria és l'antecedent dels sistemes híbrids de propulsió.
Els primers models tenien una velocitat màxima de 64 kph i una autonomia de 64 km, encara que després es va aconseguir augmentar tots dos registres en un 50 % en models posteriors.
Entre els científics associats directament o indirectament amb el projecte, van estar Victor Wouk, Lee DuBridge, president de l'Institut de Tecnologia de Califòrnia, i Linus Pauling.